# Iván Casadó
Iván Casadó (n. Buenos Aires, Argentina; 1912 -  Buenos Aires; 1 de febrero de 1968) fue un actor, locutor, periodista, compositor y animador argentino. Pionero de los programas de preguntas y respuestas.

## Carrera
Considerado por muchos como un hombre robusto y enfático, Casadó se lució notablemente en la radiofonía argentina como locutor y maestro de ceremonias de la radio desde comienzos del siglo XX. Se destacó en Radio Splendid y Radio El Mundo.
En cine tuvo su único papel en la película dirigida por Kurt Land, Como yo no hay dos, en 1952 con Pepe Iglesias y Pepita Muñoz.
Locutor radial de una enorme popularidad durante la década de 1940, trabajó en el exitoso programa de radio de preguntas y respuestas  Odol pregunta, compartiendo la conducción con  Iván Caseros.
Tuvo un apasionado romance con una estrella en ascenso. Ella decidió terminar repentinamente con la historia y lo que le produjo una tremenda herida pasional. La misma la descargaría en un par de letras de tango, en la que expresa su dolor. El primero se llamó: No quiero pensar más, al que puso música el violinista José Nieso (Niesow) y lo grabó Julio de Caro con su orquesta y el cantor Héctor Farrel, el 30 de mayo de 1940. El segundo es un vals: Miedo, que tuvo música de Eladio Blanco, bandoneonista de Juan D'Arienzo, que éste grabó con su orquesta y la voz de Héctor Mauré, el 31 de diciembre de 1940.
En televisión condujo varios programas de entretenimientos pioneros de preguntas y respuestas como Admiral paga, donde había que averiguar el significado de dichos o refranes populares. Esta producción de Naicó Propaganda premiaba el saber de los concursantes con valores de la Caja Nacional de Ahorro Postal. Integró junto a Jaime Font Saravia, Daniel Alfonso Luro y  Adolfo Salinas, el personal de entretenimientos de Canal 7.
Hubo una anécdota muy famosa del locutor que terminó en el levantamiento de su programa de preguntas y respuestas en Radio El Mundo: Cuentan que Iván Casadó formuló la pregunta a una dama: ¿cuál es la fruta de Nogal?. La respuesta obviamente, debía ser "la nuez". La mujer tardaba en contestar. En esos casos, el conductor acostumbraba a ayudar al participante con alguna pista. Entonces dijo: 
-"Se trata de una especie de fruto que el hombre tiene en su cuerpo" 
-¿Se puede tocar?-preguntó la mujer. 
-Sí, por supuesto- dijo el conductor 
-¿Se puede decir por la radio?- inquirió la participante 
-Por supuesto- aclaró Casado 
-¡La banana!
El conductor y locutor Iván Casado murió en 1968 tras una larga lucha contra una dura enfermedad. Tenía 56 años.

## Filmografía
- 1952: Como yo no hay dos.

## Radio
- Noches frescas de Ronsard, junto a Elena Lucena, sobre libretos de Abel Santa Cruz y la gran orquesta típica de Aníbal Troilo.
- Hombre prevenido vale por dos
- Siempre hay cinco mil pesos para usted
- 1945: Ronda musical de las Américas. En el mismo participaron varias figuras de la música popular, como Miguel Caló, Aníbal Troilo, Sabina Olmos, Azucena Maizani, Carmen Duval, Mercedes Simone y Alberto Gómez.

## Televisión
- El jurado de los niños
- Admiral paga
- Tómbola en TV
- Los niños también responden